# Guerre de positions

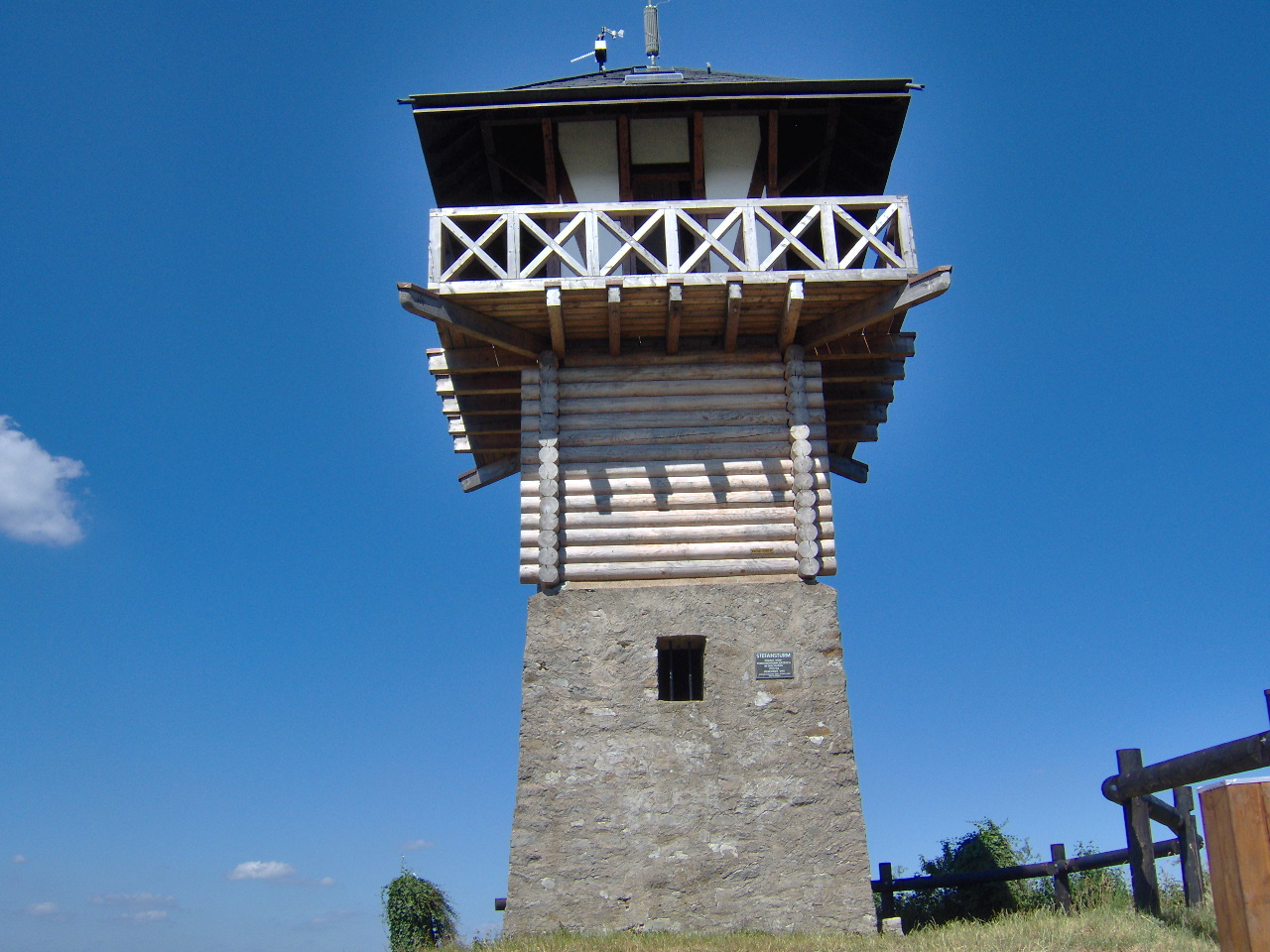
Tour de garde reconstituée du limes romain de Germanie supérieure à Arzbach, située en Rhénanie-Palatinat actuelle.

La guerre de positions ou guerre de tranchées est une guerre qui s'installe sur un lieu et qui dure. Elle s'oppose à la guerre de mouvement. La guerre de positions la plus connue est la guerre de 14-18.

## De l'Antiquité à l'époque moderne
Dès lors que les buts de guerre ont eu trait à la maîtrise d'un espace géographique, les humains ont eu à défendre des points fixes (ville, fort, ressources naturelles...). Ils se sont très vite rendu compte que la guerre de mouvement qu'ils utilisaient n'était pas forcément compatible avec de tels objectifs. Ils ont alors inventé le principe de la guerre de position, afin de contrer les ennemis utilisant la guerre de mouvement. Elle peut aussi être utilisée dans une bataille rangée : l'infanterie de mêlée se place en rang serrés pour combattre la première ligne. Elle sera appuyée par de l'infanterie équipée d'armes de jet et de l'artillerie, tandis que la cavalerie passera derrière l'ennemi pour l'attaquer sur deux fronts. Lors du siège d'Alésia par Jules César, on assista à une double guerre de position : Romains et Gaulois avaient des fortifications et lançaient des assauts fréquents.

## Conflits contemporains
Ce fut surtout le cas lors de la Première Guerre mondiale sur le front Ouest, où les ennemis se tenaient chacun dans des tranchées et lançaient de temps à autre des attaques, « préparées » et appuyées par l'artillerie et l'aviation. Le plus souvent, la guerre de position n'est qu'une impasse tactique en attendant que la situation se débloque afin de passer à une guerre de mouvement.
Autres exemples :
- batailles de Rjev (1942) ;
- guerre d'usure dans le conflit israélo-arabe (1967-1970) ;
- guerre Iran-Irak (1980-1988) ;
- guerre entre l'Érythrée et l'Éthiopie (1998-2000).